# 안니에 뢰프

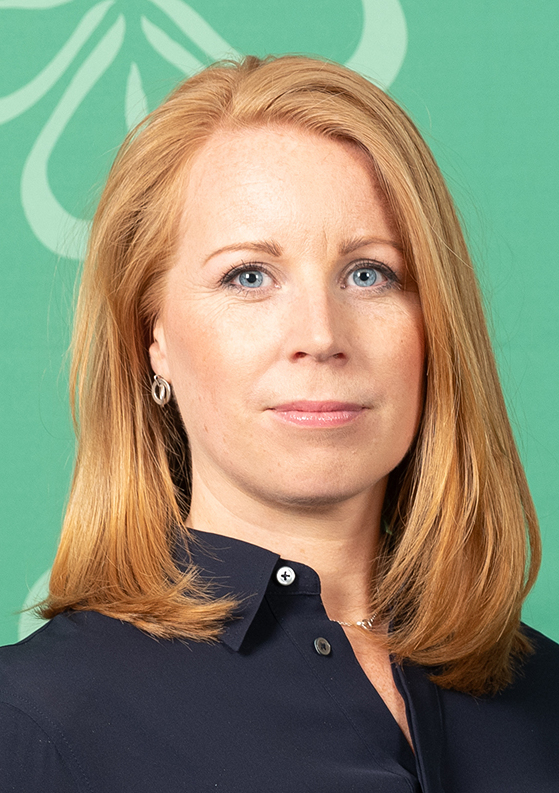
안니에 뢰프

안니에 마리에 테레세 뢰프(스웨덴어: Annie Marie Therése Lööf, 1983년 7월 16일 ~ )는 스웨덴의 법조인, 정치인이다. 2006년부터 자신의 고향인 옌셰핑주 선거구의 국회의원직을 지내고 있으며, 2011년부터 중앙당 대표직을 역임하고 있다. 2011년부터 2014년까지 프레드리크 레인펠트 내각의 기업부 장관을 지냈다.